# Kikuchi-gawa
Le fleuve Kikuchi (菊池川, Kikuchi-gawa) est un cours d'eau du Japon qui traverse la partie septentrionale de la préfecture de Kumamoto, dans l'île de Kyūshū.

## Géographie
Le fleuve Kikuchi prend sa source près du mont Aso et coule vers l'ouest à travers la vallée de Kikuchi. Il tourne à l'ouest près de Kikusui et se jette dans la baie de Shimabara.
La longueur totale de ce fleuve est de 71 km. Il s'élève à une altitude de 1 041 m et la superficie de son bassin est de 996 km2.
La bonification des terres est en cours à son embouchure.